# Tephraea cinctipennis
Tephraea cinctipennis är en skalbaggsart som beskrevs av Ernst Gustav Kraatz 1900. Tephraea cinctipennis ingår i släktet Tephraea och familjen Cetoniidae. Inga underarter finns listade i Catalogue of Life.